# Penthe
Penthe es un género de coleópteros de la familia Tetratomidae. De distribución holártica y oriental. Viven en zonas boscosas, bajo la corteza. Son bastante comunes. Hay 9 especies.

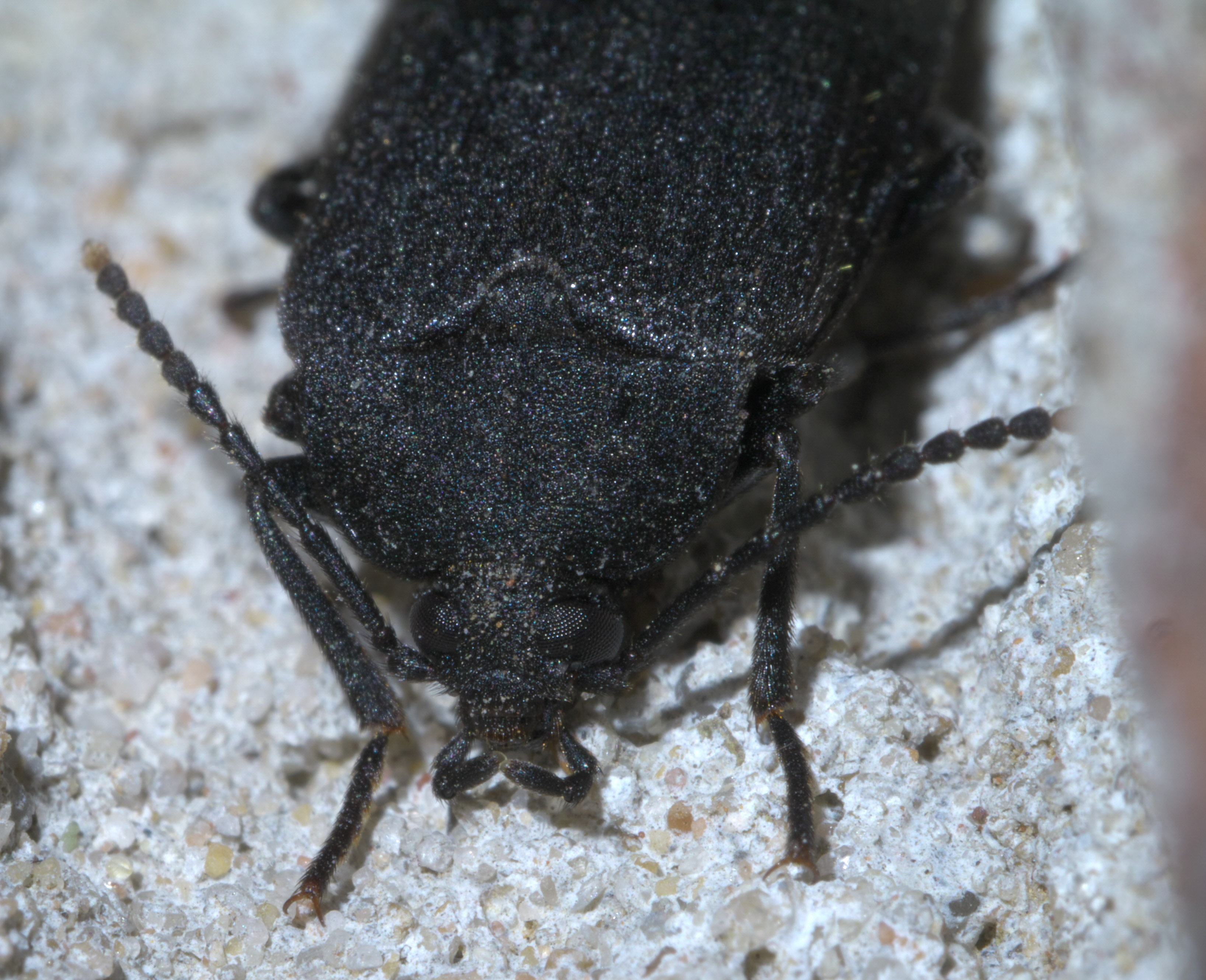
Penthe pimelia

Contiene las siguientes especies:
- Penthe almorensis
- Penthe brevicollis
- Penthe japana
- Penthe javana
- Penthe obliquata
- Penthe pimelia
- Penthe reitteri
- Penthe rufopubens
- Penthe similis